# Maison de Gonzague de Palazzolo

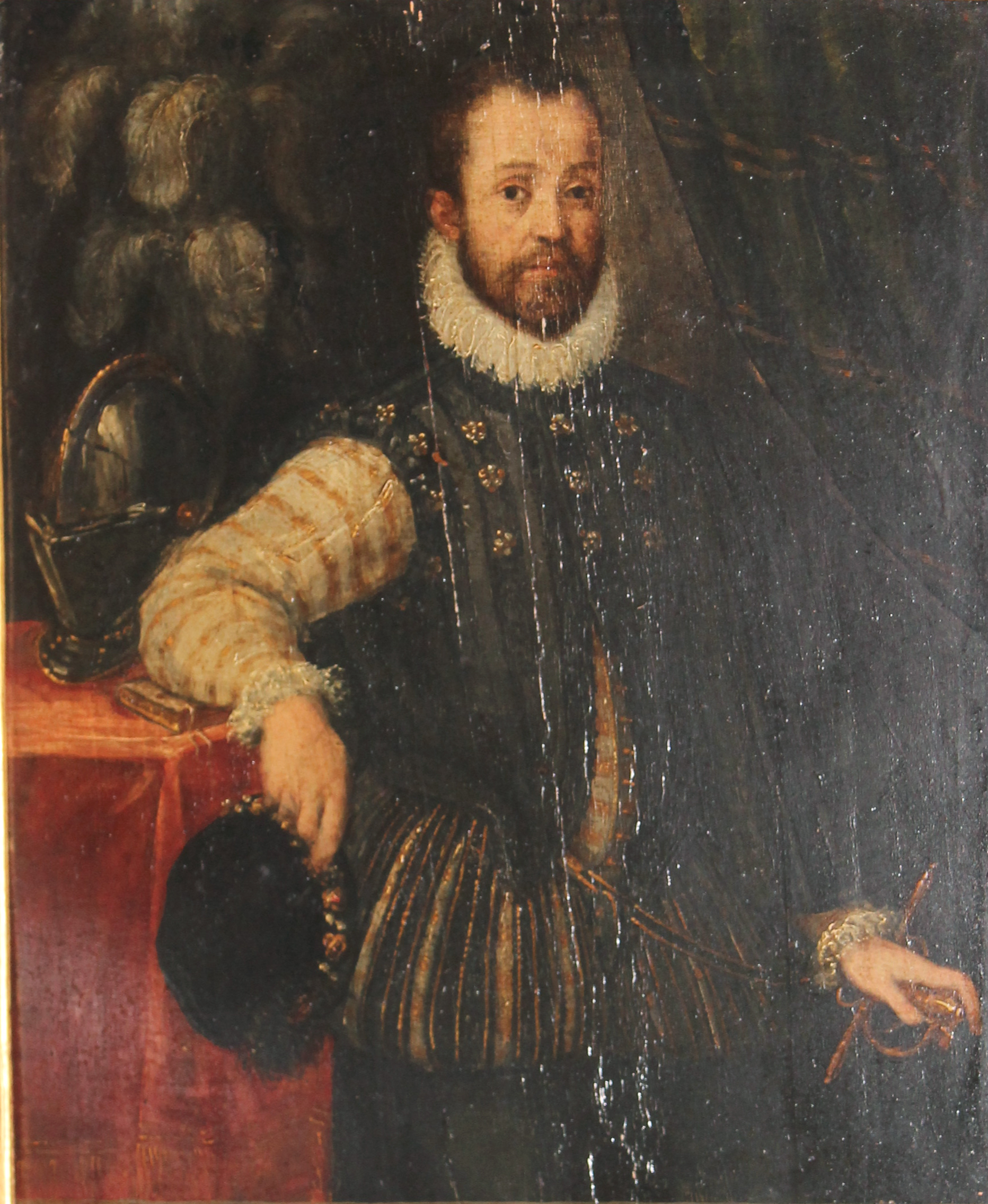
Portrait d'un Gonzaga de la lignée (Nobles).

La lignée de Palazzolo est une branche « cadette » de la Maison Gonzague.
Le marquisat de Palazzolo créé en 1595 pour Curzio (1536-1600), son neveu Claude Ier (NC-1621) et le neveu de ce dernier, petit-neveu de Curzio, Louis (NC-1626).
Conrad, exclu de la succession de Mantoue par son père Louis Ier de Mantoue est cependant considéré comme le chef de la lignée.

## Descendance de Conrad de Mantoue
note : Seules les descendances des hommes de la lignée sont développées. Le cas échéant, les descendances des femmes renvoient vers d'autres généalogies.
abréviations utilisées : NC = Non Connu, SD = Sans Descendance, SDC = Sans Descendance Connue (ou notoire), ca = circa (vers)
```
Conrad de Mantoue
x1 1340 Verde (ou Paola) Beccaria, fille de Lodrisio Beccaria
│
├─>Filippino (NC-1414), ambassadeur de Mantoue près de l’empereur 
Charles IV

│  x Orsola (NC-ap.1414), fille de Corradino Cavriani, mantouan
│  │
│  ├─>Luigi (+ 1440)
│  │  x Luigia, fille de 
Jacques de Novellara
 
(it)
 et d'Ippolita Piodi Carpi
│  │  │
│  │  ├─>Antonio (NC-1496), chevalier de l’empereur 
Frédéric III

│  │  │  x1 Francesca Uberti
│  │  │  │
│  │  │  ├─>Ludovico (NC-1503), frère mineur puis vicaire général (SD)
│  │  │  │
│  │  │  ├─>Luigia (1458-1542)
│  │  │  │  x Comte palatin Cristoforo Castiglioni
│  │  │  │
│  │  │  ├─>Giampietro, chevalier du marquis de Mantoue en 1481
│  │  │  │  x1 Costanza, fille de Giulio Stanga
│  │  │  │  x2 Agostina Martinengo
│  │  │  │  │
│  │  │  │  ├─>Cesare (1476-1512), chevalier de Jérusalem puis affidé de Guidobaldo 
I
er
, duc d’Urbino
│  │  │  │  │  x X
│  │  │  │  │  │
│  │  │  │  │  ├─>Cesare (NC) (SDC)
│  │  │  │  │  │
│  │  │  │  │  ├─>Giovanni (NC)
│  │  │  │  │  │  x X
│  │  │  │  │  │  │
│  │  │  │  │  │  └─>Carlo (NC) (SDC)
│  │  │  │  │  │
│  │  │  │  │  └─>Camillo (NC) (SDC)
│  │  │  │  │
│  │  │  │  ├─>Luigi (NC-1549), sénateur de Milan, conseiller du marquis 
Frédéric II de Mantoue

│  │  │  │  │  x1 1502 Agnese, fille de Girolamo Stanga Torelli
│  │  │  │  │  │
│  │  │  │  │  └─>Giampietro, gouverneur de Casale en 1561
│  │  │  │  │  .  x Giulia Stanga, fille de Giulio, marquis de Castelnuovo Bocca d’Adda
│  │  │  │  │  .
│  │  │  │  │  x2 1517 Elisabetta, fille d'Ottaviano Lampugnani
│  │  │  │  │  │
│  │  │  │  │  ├─>
Silvio
 (NC-1579)
│  │  │  │  │  │  x1 Francesca (NC-1572), fille de Gianfrancesco, seigneur de Schivenoglia
│  │  │  │  │  │  │  cf. 
lignée de Novellara et Bagnolo

│  │  │  │  │  │  │
│  │  │  │  │  │  └─>Luigi (NC-1590)
│  │  │  │  │  │  .  x Felicita Guerrieri, fille de Tullo, comte de Mombello et de Conzano
│  │  │  │  │  │  .  │
│  │  │  │  │  │  .  ├─>
Louis
 (NC-1626), 
1
er
 
marquis
 de Palazzolo (1595) avec son oncle Claude (
infra
),
│  │  │  │  │  │  .  │                   et son grand-oncle Curzio (
infra
), ambassadeur mantouan à
│  │  │  │  │  │  .  │                   Venise  auprès du duc de Savoie et de l'empereur,
│  │  │  │  │  │  .  │                   commandant de cavalerie de l'armée impériale en Hongrie
│  │  │  │  │  │  .  │  x Vittoria Pepoli de Castiglione
│  │  │  │  │  │  .  │  │
│  │  │  │  │  │  .  │  ├─>Ottavio (NC-av.1626)
│  │  │  │  │  │  .  │  │
│  │  │  │  │  │  .  │  └─>Elena (NC-av.1626)
│  │  │  │  │  │  .  │
│  │  │  │  │  │  .  ├─>Cesare (NC) (SDC)
│  │  │  │  │  │  .  │
│  │  │  │  │  │  .  ├─>
Francesca
 (1590-1657)
│  │  │  │  │  │  .  │  x 1608 Pirro Maria de Vescovato
│  │  │  │  │  │  .  │         cf. 
lignée de Vescovato

│  │  │  │  │  │  .  │
│  │  │  │  │  │  .  └─>Teodora (NC-1642)
│  │  │  │  │  │  .     x Niccolò Guidi, marquis de Montebello et comte de Bagno
│  │  │  │  │  │  .
│  │  │  │  │  │  x2 1577 Claudia (NC-1587), fille de Paolo Vincenzo Lomellini
│  │  │  │  │  │  │                             et de Caterina di Girolamo Spinola
│  │  │  │  │  │  │
│  │  │  │  │  │  └─>
Claude 
I
er
 (NC-1621), 
1
er
 
marquis
 de Palazzolo (1595) avec son neveu Louis (supra),
│  │  │  │  │  │                          et son oncle Curzio (
infra
),
│  │  │  │  │  │                          ambassadeur mantouan auprès du pape en 1572,
│  │  │  │  │  │                          maître de camp et conseiller du duc de Mantoue en 1613,
│  │  │  │  │  │                          ambassadeur à la diète de Ratisbonne en 1613
│  │  │  │  │  │     x 1596 Elena (1573-1608), fille de Giovanni Antonio Aliprandi,
│  │  │  │  │  │     │      veuve de 
Rodolphe II
, 
2
e
 
marquis
 de Castiglione
│  │  │  │  │  │     │
│  │  │  │  │  │     ├─>Silvio (NC), mort jeune (SD)
│  │  │  │  │  │     │
│  │  │  │  │  │     ├─>Ottavio (NC), mort jeune (SD)
│  │  │  │  │  │     │
│  │  │  │  │  │     └─>
Ludovic François
 (1602-1630), 
4
e
 
marquis
 de Palazzolo en 1626
│  │  │  │  │  │     │  x Caterina, fille de Mario de Schivenoglia
│  │  │  │  │  │     │  │           cf. 
Gonzague de Novellara et Bagnolo

│  │  │  │  │  │     │  │
│  │  │  │  │  │     │  ├─>Elena (NC)
│  │  │  │  │  │     │  │  x Antonio Grimani
│  │  │  │  │  │     │  │
│  │  │  │  │  │     │  ├─>une fille (NC-1630)
│  │  │  │  │  │     │  │
│  │  │  │  │  │     │  ├─>Claudio (NC-1637), jésuite
│  │  │  │  │  │     │  │
│  │  │  │  │  │     │  ├─>Maria (1628-1686), abbesse
│  │  │  │  │  │     │  │
│  │  │  │  │  │     │  └─>Luigi Francesco (1630-1637)
│  │  │  │  │  │     │
│  │  │  │  │  │     ├─>
Jules César
 (1605-1658), 
5
e
 
marquis
 de Palazzolo en 1630
│  │  │  │  │  │     │  x 1642 Polissena (NC-1657), fille d'Arrigo Rossi
│  │  │  │  │  │     │  │
│  │  │  │  │  │     │  ├─>Silvia (NC-1664)
│  │  │  │  │  │     │  │  x Comte Scipione Facipecora Pavesi
│  │  │  │  │  │     │  │
│  │  │  │  │  │     │  ├─>Gridonia (NC-1665)
│  │  │  │  │  │     │  │  x Marchese Ferrante Agnelli
│  │  │  │  │  │     │  │
│  │  │  │  │  │     │  └─>
Claude II
 (1644-1708), 
6
e
 
marquis
 de Palazzolo, gouverneur du Montferrat,
│  │  │  │  │  │     │  │                         ministre du duc 
Charles III Ferdinand de Mantoue

│  │  │  │  │  │     │  │  x Lucrezia Canossa
│  │  │  │  │  │     │  │  │
│  │  │  │  │  │     │  │  ├─>Giulio Cesare (NC-1669)
│  │  │  │  │  │     │  │  │
│  │  │  │  │  │     │  │  ├─>
Silvio Gaëtan
 (1670-1740), 
7
e
 
marquis
 de Palazzolo, ambassadeur mantouan
│  │  │  │  │  │     │  │  │                             à Crémone auprès du roi 
Philippe V d'Espagne

│  │  │  │  │  │     │  │  │  x 1694 Silvia (1669-1742), fille de 
Frédéric II
, marquis de Luzzara
│  │  │  │  │  │     │  │  │  │                          et de la Princesse Luigia de Castiglione
│  │  │  │  │  │     │  │  │  │                          cf. 
Gonzague de Luzzara

│  │  │  │  │  │     │  │  │  │
│  │  │  │  │  │     │  │  │  ├─>Lucrezia (1695-NC), nonne à Castiglione delle Stiviere
│  │  │  │  │  │     │  │  │  │
│  │  │  │  │  │     │  │  │  ├─>Barbara (1697-NC), nonne capuccine
│  │  │  │  │  │     │  │  │  │
│  │  │  │  │  │     │  │  │  ├─>Caterina (1697-1698)
│  │  │  │  │  │     │  │  │  │
│  │  │  │  │  │     │  │  │  ├─>Giulio Cesare (1698-1698)
│  │  │  │  │  │     │  │  │  │
│  │  │  │  │  │     │  │  │  ├─>Antonio (1699-1699)
│  │  │  │  │  │     │  │  │  │
│  │  │  │  │  │     │  │  │  ├─>Maria Teresa (1702-1703)
│  │  │  │  │  │     │  │  │  │
│  │  │  │  │  │     │  │  │  ├─>
François Antoine
 (1704-1750), 
8
e
 
marquis
 de Palazzolo
│  │  │  │  │  │     │  │  │  │  x 1723 Gertrude Rangoni (1707-NC), fille de Niccolò,
│  │  │  │  │  │     │  │  │  │         comte de Castelcrescente et de Monica Rangoni
│  │  │  │  │  │     │  │  │  │
│  │  │  │  │  │     │  │  │  ├─>Olimpia (1705-NC), nonne à Castiglione delle Stiviere
│  │  │  │  │  │     │  │  │  │
│  │  │  │  │  │     │  │  │  ├─>Luigi (17061-1719)
│  │  │  │  │  │     │  │  │  │
│  │  │  │  │  │     │  │  │  ├─>Maria Isabella (1707-NC), morte jeune
│  │  │  │  │  │     │  │  │  │
│  │  │  │  │  │     │  │  │  ├─>Flaviano (1708-1708)
│  │  │  │  │  │     │  │  │  │
│  │  │  │  │  │     │  │  │  └─>Claudio (1711-1711)
│  │  │  │  │  │     │  │  │
│  │  │  │  │  │     │  │  ├─>
Conrad
 (1674-1751), 
9
e
 
marquis
 de Palazzolo, premier camériste
│  │  │  │  │  │     │  │  │                      du duc 
Vincent 
I
er
 de Guastalla
, puis ecclésiastique
│  │  │  │  │  │     │  │  │
│  │  │  │  │  │     │  │  ├─>Polissena (1675-NC), abbesse à Castiglione delle Stiviere
│  │  │  │  │  │     │  │  │
│  │  │  │  │  │     │  │  ├─>Anna Maria (NC-1713), nonne
│  │  │  │  │  │     │  │  │
│  │  │  │  │  │     │  │  ├─>Francesco
│  │  │  │  │  │     │  │  │
│  │  │  │  │  │     │  │  ├─>Niccolò
│  │  │  │  │  │     │  │  │
│  │  │  │  │  │     │  │  ├─>Stefano
│  │  │  │  │  │     │  │  │
│  │  │  │  │  │     │  │  ├─>Anna Isabella, jumelle d'Anna Teresa
│  │  │  │  │  │     │  │  │
│  │  │  │  │  │     │  │  ├─>Anna Teresa, jumelle d'Anna Isabella
│  │  │  │  │  │     │  │  │
│  │  │  │  │  │     │  │  ├─>Elena
│  │  │  │  │  │     │  │  │
│  │  │  │  │  │     │  │  ├─>Teresa
│  │  │  │  │  │     │  │  │
│  │  │  │  │  │     │  │  ├─>Caterina
│  │  │  │  │  │     │  │  │
│  │  │  │  │  │     │  │  ├─>Barbara
│  │  │  │  │  │     │  │  │
│  │  │  │  │  │     │  │  └─>Elena
│  │  │  │  │  │     │  │
│  │  │  │  │  │     │  ├─>Matilde, nonne à Mantoue
│  │  │  │  │  │     │  │
│  │  │  │  │  │     │  └─>Corrado (1654-1673)
│  │  │  │  │  │     │
│  │  │  │  │  │     ├─>Claudia
│  │  │  │  │  │     │
│  │  │  │  │  │     └─>Vittoria
│  │  │  │  │  │
│  │  │  │  │  ├─>Claudio (NC—1586), protonotaire apostolique, nonce
│  │  │  │  │  │
│  │  │  │  │  ├─>
Curzio
 (1536-1600), 
1
er
 
marquis
 de Palazzolo en 1595
│  │  │  │  │  │  │                   avec son neveu Louis et son petit-neveu Claude II (supra)
│  │  │  │  │  │  │
│  │  │  │  │  │  └─>Silvio, enfant naturel
│  │  │  │  │  │
│  │  │  │  │  ├─>Zenobia (NC-1554)
│  │  │  │  │  │  x Comte Giovanni Battista Gambara
│  │  │  │  │  │
│  │  │  │  │  └─>Camillo
│  │  │  │  │  .
│  │  │  │  │  x
│  │  │  │  │  │
│  │  │  │  │  └─>Corrado, fils naturel
│  │  │  │  │
│  │  │  │  ├─>Francesco
│  │  │  │  │  x X
│  │  │  │  │  │
│  │  │  │  │  ├─>Girolamo
│  │  │  │  │  │
│  │  │  │  │  ├─>Antonio
│  │  │  │  │  │
│  │  │  │  │  └─> Luigi
│  │  │  │  │
│  │  │  │  ├─>Antonio
│  │  │  │  │
│  │  │  │  └─>Agostino (NC-1557), archevêque de Reggio de Calabre
│  │  │  │
│  │  │  ├─>Cesare
│  │  │  │
│  │  │  └─>Agostina, nonne
│  │  │  .
│  │  │  x2 Francesca, fille de Ludovico Cavriani, co-seigneur della Sacchetta et d'Agnese de Dovara
│  │  │
│  │  ├─>Guido (NC-1457)
│  │  │
│  │  ├─>Corrado
│  │  │
│  │  ├─>Lodovico, moine franciscain
│  │  │
│  │  ├─>Orsina
│  │  │  x Conte Benedetto Uberti
│  │  │
│  │  └─>Caterina
│  │     x Comte Landriani
│  │
│  ├─>Corrado
│  │  x X
│  │  │
│  │  ├─>Francesco (NC-1451)
│  │  │  x X
│  │  │  │
│  │  │  ├─>Francesco Maria (NC-1495), comte de Calvisano
│  │  │  │  x Maria Laura Fachetti
│  │  │  │  │
│  │  │  │  ├─>Gianfrancesco
│  │  │  │  │  x Elisabetta Boschetti
│  │  │  │  │  │
│  │  │  │  │  ├─>Ascanio
│  │  │  │  │  │  x X
│  │  │  │  │  │  │
│  │  │  │  │  │  └─>Gianfrancesco (NC), moine
│  │  │  │  │  │
│  │  │  │  │  ├─>Costantino
│  │  │  │  │  │  x Giulia Bonanomi
│  │  │  │  │  │  │
│  │  │  │  │  │  └─>Luigi
│  │  │  │  │  │     x Anna Ferri
│  │  │  │  │  │     │
│  │  │  │  │  │     ├─>Giulio
│  │  │  │  │  │     │
│  │  │  │  │  │     ├─>Federico
│  │  │  │  │  │     │
│  │  │  │  │  │     ├─>Dorotea
│  │  │  │  │  │     │
│  │  │  │  │  │     ├─>Camilla
│  │  │  │  │  │     │
│  │  │  │  │  │     ├─>Giulia
│  │  │  │  │  │     │
│  │  │  │  │  │     ├─>Ercole
│  │  │  │  │  │     │  x Orsina Ferrari
│  │  │  │  │  │     │  │
│  │  │  │  │  │     │  ├─>Luigi
│  │  │  │  │  │     │  │
│  │  │  │  │  │     │  ├─>Francesco
│  │  │  │  │  │     │  │  x Anna Tabozzi
│  │  │  │  │  │     │  │  │
│  │  │  │  │  │     │  │  ├─>Rodomonte
│  │  │  │  │  │     │  │  │
│  │  │  │  │  │     │  │  ├─>Luigi
│  │  │  │  │  │     │  │  │
│  │  │  │  │  │     │  │  ├─>Teodoro
│  │  │  │  │  │     │  │  │
│  │  │  │  │  │     │  │  └─>Corrado (1672-1735)
│  │  │  │  │  │     │  │     x Margherita Vatielli
│  │  │  │  │  │     │  │
│  │  │  │  │  │     │  └─>Giulia
│  │  │  │  │  │     │
│  │  │  │  │  │     ├─>Ippolito
│  │  │  │  │  │     │
│  │  │  │  │  │     ├─>Bianca
│  │  │  │  │  │     │
│  │  │  │  │  │     ├─>Giovanni
│  │  │  │  │  │     │
│  │  │  │  │  │     └─>Costantino
│  │  │  │  │  │
│  │  │  │  │  ├─>Ercole
│  │  │  │  │  │
│  │  │  │  │  └─>Francesco
│  │  │  │  │     x X
│  │  │  │  │     │
│  │  │  │  │     ├─>Ottavio, marquis d'Ottolengo
│  │  │  │  │     │
│  │  │  │  │     └─>Federico
│  │  │  │  │
│  │  │  │  └─>Luigi
│  │  │  │
│  │  │  └─>Francesco Giovanni
│  │  │     x X
│  │  │     │
│  │  │     ├─>Orlando
│  │  │     │  x X
│  │  │     │  │
│  │  │     │  └─>Giulio Cesare
│  │  │     │
│  │  │     ├─>Costantino
│  │  │     │
│  │  │     ├─>Cesare
│  │  │     │
│  │  │     └─>Ranieri
│  │  │
│  │  └─>Agnese
│  │     x Teodoro Cavriani, co-seigneur della Sacchetta
│  │
│  ├─>Bartolomeo, capitaine du peuple de Florence en 1419, podestat de Pérouse en 1423
│  │  x X
│  │  │
│  │  ├─>Galeazzo (NC—1406), commandant général de l'armée vénitienne en 1405
│  │  │
│  │  └─>Malatesta (NC), vicaire à Mantoue
│  │     x X
│  │     │
│  │     ├─>Niccolò
│  │     │
│  │     ├─>Bartolomeo
│  │     │  x X
│  │     │  │
│  │     │  ├─>Malatesta
│  │     │  │  x X
│  │     │  │  │
│  │     │  │  └─>Giulio
│  │     │  │     x X
│  │     │  │     │
│  │     │  │     ├─>Orazio
│  │     │  │     │
│  │     │  │     └─>Giammaria
│  │     │  │
│  │     │  └─>Giulio
│  │     │
│  │     └─>Giulio
│  │
│  ├─>Guido dit 
il Piccino

│  │  x Polissena, fille de Naimo Gonzague
│  │  │
│  │  ├─>Federico (1435-NC)
│  │  │  x X
│  │  │  │
│  │  │  └─>Federico
│  │  │
│  │  ├─>Gianfrancesco (1437-NC)
│  │  │  x X
│  │  │  │
│  │  │  ├─>Guido (NC-1495), au service du marquis de Mantoue
│  │  │  │  x X
│  │  │  │  │
│  │  │  │  ├─>Guido
│  │  │  │  │
│  │  │  │  ├─>Paolo Camillo
│  │  │  │  │  x X
│  │  │  │  │  │
│  │  │  │  │  └─>Guido, ambassadeur mantouan en Bavière et à Ferrare
│  │  │  │  │  │  x Polissena Gonzaga (NC-1630)
│  │  │  │  │  │  │
│  │  │  │  │  │  └─>Francesco, diplomate mantouan en Suisse
│  │  │  │  │  │     x1 Bianca Maria Centurione
│  │  │  │  │  │     │
│  │  │  │  │  │     ├─>Guido (1614-1630)
│  │  │  │  │  │     │
│  │  │  │  │  │     └─>Teodoro (1616-1630)
│  │  │  │  │  │     .
│  │  │  │  │  │     x2 Lucia Acquaviva
│  │  │  │  │  │     │
│  │  │  │  │  │     └─>Lucrezia, nonne à Mantoue
│  │  │  │  │  │     .
│  │  │  │  │  │     x3 Chiara Stanga
│  │  │  │  │  │     .
│  │  │  │  │  │     x4 Chiara Pendaglia
│  │  │  │  │  │     .
│  │  │  │  │  │     x5 Antonia, fille de Giunio Pompei, comte d'Illasi
│  │  │  │  │  │     │
│  │  │  │  │  │     ├─>Guido (NC-1692)
│  │  │  │  │  │     │
│  │  │  │  │  │     ├─>Alessandro (NC-1694)
│  │  │  │  │  │     │
│  │  │  │  │  │     ├─>Antonia, nonne à San Giovanni
│  │  │  │  │  │     │
│  │  │  │  │  │     ├─>Federico (NC-1710)
│  │  │  │  │  │     │  x Cecilia Bagni
│  │  │  │  │  │     │  │
│  │  │  │  │  │     │  ├─>Francesco (NC-av.1710)
│  │  │  │  │  │     │  │
│  │  │  │  │  │     │  └─>Maria
│  │  │  │  │  │     │
│  │  │  │  │  │     ├─>Luigi, moine capucin
│  │  │  │  │  │     │
│  │  │  │  │  │     ├─>Luigi Maria (NC-1703), jésuite
│  │  │  │  │  │     │
│  │  │  │  │  │     ├─>Sforza (NC-1720)
│  │  │  │  │  │     │
│  │  │  │  │  │     ├─>Carlo (NC-1727), primat de Sant’Andrea à Mantoue
│  │  │  │  │  │     │
│  │  │  │  │  │     └─>Polissena (NC-1720), camériste de la duchesse Susanna Enrichetta de Mantoue
│  │  │  │  │  │        x Alessandro III Sforza, comte de Borgonuovo
│  │  │  │  │  │
│  │  │  │  │  ├─>Orazio
│  │  │  │  │  │
│  │  │  │  │  └─>Giulia
│  │  │  │  │
│  │  │  │  ├─>Bianca
│  │  │  │  │
│  │  │  │  └─>Alessandro
│  │  │  │     x X
│  │  │  │     │
│  │  │  │     └─>Federico
│  │  │  │        x Maria
│  │  │  │        │
│  │  │  │        └─>Alessandro
│  │  │  │           x Camilla Strozzi, fille de Pompeo, marquis de Rocca et Cigliaro
│  │  │  │           │                     et de Ricciarda Gonzague
│  │  │  │           │
│  │  │  │           ├─>Ferdinando, mort jeune
│  │  │  │           │
│  │  │  │           ├─>Giulio, mort jeune
│  │  │  │           │
│  │  │  │           ├─>Pompeo, mort jeune
│  │  │  │           │
│  │  │  │           ├─>Laura
│  │  │  │           │  x Francesco Rolando della Valle, marquis de Mirabello,
│  │  │  │           │                                   co-seigneur de Cuccaro, Lù et Terroggia
│  │  │  │           │
│  │  │  │           ├─>Elisabetta
│  │  │  │           │  x Marquis Ottaviano Valenti
│  │  │  │           │
│  │  │  │           └─>Lucrezia, nonne
│  │  │  │
│  │  │  ├─>Niccolò
│  │  │  │
│  │  │  ├─>Francesco
│  │  │  │
│  │  │  ├─>Bianca
│  │  │  │
│  │  │  └─>Paola
│  │  │
│  │  ├─>Niccolò
│  │  │
│  │  └─>Cinzia (NC-1490), nonne à Mantoue
│  │
│  └─>Francescoo
│
├─>Leopoldo
│
├─>Bernabò
│
└─>Bianca
.  x Gianfrancesco degli Uberti
.
x X
│
├─>Guido (NC-ca 1385), fils naturel, évêque de Mantoue en 1366
│
└─>Leonardo, fils naturel
```